# (610) Valeska
(610) Valeska es un asteroide perteneciente al cinturón de asteroides descubierto el 26 de septiembre de 1906 por Maximilian Franz Wolf desde el observatorio de Heidelberg-Königstuhl, Alemania.
Se desconoce la razón del nombre.